# Реймонд, Эрик Стивен
Э́рик Сти́вен Ре́ймонд (англ. Eric Steven Raymond; род. 4 декабря 1957 года, Бостон, штат Массачусетс, США) — американский программист и хакер, автор трилогии «Собор и Базар», «Заселяя ноосферу» и «Волшебный котёл», описывающей экологию и этологию разработки программного обеспечения, сооснователь Open Source Initiative.

## Биография
Эрик Стивен Реймонд, часто называемый по аббревиатуре ESR, известен как программист, автор и пропагандист открытого программного обеспечения. Его имя стало известным в пределах хакерской культуры, когда он начал поддерживать в 1990-м «Файл Жаргона».
После публикации в 1997-м эссе «Собор и Базар» Реймонд приобрёл репутацию идеолога движения open source.
Родился в Бостоне, Массачусетс, в 1957 г. В детстве жил в Венесуэле. В 1971 году его семья вернулась в Соединённые штаты, в Пенсильванию..
В одном из своих интервью Эрик сказал, что связать своё будущее с компьютерами его заставил детский церебральный паралич.
Как программист Реймонд работал над fetchmail, рядом используемых в GNU/Linux библиотек, его вклад присутствует в знаменитом редакторе Emacs и т. д.
Он также написал CML2, систему конфигурации исходного текста ядра linux, однако эта подсистема не была принята; сам Эрик связал это с «политикой», в то время как Линус Торвальдс ответил, что разработчики ядра предпочитают более эволюционный путь развития.
В 2000—2002 годах он написал ряд HowTo для Linux Documentation Project. Является автором нескольких, как технических, так и нетехнических книг о различных аспектах opensource движения и хакерской культуры. Его книга Искусство программирования для Unix содержит практическое введение в философию Unix (unix way), обсуждает историю и культуру Unix и Linux, доступные в Unix пользовательские инструменты для программистов и другие вопросы.
Реймонд — редактор и хранитель Jargon File — сетевого энциклопедического словаря, посвящённого хакерскому сленгу и хакерской культуре. Кроме того, именно Реймонд в 2003 году предложил использовать одну из фигур игры «Жизнь» в качестве эмблемы хакеров.
Эрик Реймонд — автор окончательной формулировки афоризма, известного как «Закон Линуса», гласящего, что при достаточном количестве глаз все ошибки лежат на поверхности. Глубокой ошибкой называется такая, которую трудно найти, но если достаточно много людей ищет ошибки, то все они становятся поверхностными. Впервые эта формулировка появилась в программном эссе Эрика «Собор и базар».
В 1998 стал одним из основателей фонда Open Source Initiative, организации разработчиков открытого ПО, менее радикально настроенной, чем Free Software Foundation Ричарда Столлмана, и был его президентом, пока не оставил этот пост в 2005 году.
В настоящее время является администратором проекта gpsd, демона, получающего данные с GPS-приёмника, а также посылающего их обратно в такие приложения, как Kismet или GPS навигационное программное обеспечение в JSON формате.
Автор руководства по roguelike-игре NetHack, его вклад присутствует в коде и игровых ресурсах пошаговой стратегии «Битва за Wesnoth».
Реймонд — активный либертарианец (также называет себя политическим анархистом), имеет чёрный пояс в тхэквондо, он неоязычник и выступает за право носить и использовать огнестрельное оружие.